# Coppa di Francia 1992-1993
La stagione 1992-93 è stata la settantaseiesima edizione della Coppa di Francia, massima competizione nazionale francese.

## Risultati

### Trentaduesimi di finale
| Squadra 1                   | Risultato       | Squadra 2                       |
| --------------------------- | --------------- | ------------------------------- |
| Tolosa                      | 1 - 0           | Auxerre                         |
| Caen                        | 1 - 0           | Tolone                          |
| Strasburgo                  | 0 - 1 (dts)     | Paris Saint-Germain             |
| Créteil-Lusitanos           | 2 - 1           | Nîmes                           |
| Gueugnon                    | 1 - 1 (3-1 dcr) | Metz                            |
| Sochaux                     | 4 - 1 (dts)     | Angers                          |
| Montpellier                 | 3 - 1           | La Roche Vendée Football        |
| Valenciennes                | 2 - 0           | RC Ancenis                      |
| Rouen                       | 1 - 0           | Lilla                           |
| Bordeaux                    | 1 - 0           | Nizza                           |
| Olympique Marsiglia         | 3 - 1           | Martigues                       |
| Évry                        | 1 - 3           | Saint-Étienne                   |
| Stade Poitevin FC           | 2 - 6           | Monaco                          |
| Pont Saint-Esprit           | 1 - 0           | Olympique Lione                 |
| Le Touquet Athletic Club    | 0 - 3           | Le Havre                        |
| Savigny                     | 1 - 3           | Lens                            |
| Bourg-Péronnas              | 2 - 4 (dts)     | Nantes                          |
| Olympique Alès              | 0 - 1           | Rodez                           |
| Dunkerque                   | 1 - 3           | Gazélec Ajaccio                 |
| Mulhouse                    | 0 - 0 (5-3 dcr) | Sedan                           |
| Gravelines                  | 1 - 3           | Laval                           |
| Épinal                      | 2 - 0           | Entente Sportive Viry-Châtillon |
| Lorient                     | 0 - 0 (3-4 dcr) | Châtellerault                   |
| Cherbourg                   | 0 - 1           | Rennes                          |
| Union sportive de Chantilly | 1 - 3           | Le Mans                         |
| Forbach                     | 1 - 0           | Nancy                           |
| ES Vitrolles                | 2 - 4           | FC Annecy                       |
| Club Franciscain            | 1 - 3 (dts)     | Niort                           |
| Beaumont                    | 0 - 2           | Cannes                          |
| GSI Pontivy                 | 0 - 1           | Guingamp                        |
| Boulogne                    | 3 - 0           | Yutz                            |
| Pau FC                      | 4 - 0           | Ile Rousse                      |

### Sedicesimi di finale
| Squadra 1         | Risultato   | Squadra 2           |
| ----------------- | ----------- | ------------------- |
| Bordeaux          | 2 - 1       | Valenciennes        |
| Le Havre          | 0 - 0 (dts) | Tolosa              |
| Gueugnon          | 0 - 0 (dts) | Lens                |
| Créteil-Lusitanos | 0 - 1       | Montpellier         |
| Nantes            | 9 - 1       | Rodez               |
| Niort             | 0 - 0 (dts) | Monaco              |
| Saint-Étienne     | 1 - 1 (dts) | Épinal              |
| Annecy            | 0 - 1       | Paris Saint-Germain |
| Gazélec Ajaccio   | 1 - 1 (dts) | Sochaux             |
| Rouen             | 0 - 1       | Olympique Marsiglia |
| Pont Saint-Esprit | 0 - 2       | Caen                |
| Rennes            | 2 - 1       | Le Mans             |
| Laval             | 4 - 0       | Guingamp            |
| Pau FC            | 0 - 0 (dts) | Cannes              |
| Forbach           | 0 - 3       | Mulhouse            |
| Boulogne          | 0 - 4       | Châtellerault       |

### Ottavi di finale
| Squadra 1     | Risultato   | Squadra 2           |
| ------------- | ----------- | ------------------- |
| Caen          | 1 - 2       | Olympique Marsiglia |
| Monaco        | 0 - 1       | Paris Saint-Germain |
| Tolosa        | 2 - 0       | Lens                |
| Nantes        | 1 - 0       | Gazélec Ajaccio     |
| Bordeaux      | 2 - 0       | Mulhouse            |
| Saint-Étienne | 2 - 0 (dts) | Pau FC              |
| Montpellier   | 1 - 0       | Châtellerault       |
| Laval         | 1 - 0       | Rennes              |

### Quarti di finale
| Squadra 1           | Risultato   | Squadra 2           |
| ------------------- | ----------- | ------------------- |
| Saint-Étienne       | 2 - 1dts    | Olympique Marsiglia |
| Paris Saint-Germain | 2 - 0       | Bordeaux            |
| Montpellier         | 0 - 0 (dts) | Nantes              |
| Tolosa              | 0 - 1       | Laval               |

### Semifinali
| Squadra 1           | Risultato | Squadra 2 |
| ------------------- | --------- | --------- |
| Paris Saint-Germain | 1 - 0     | Laval     |
| Saint-Étienne       | 0 - 1     | Nantes    |

### Finale
| Squadra 1           | Risultato | Squadra 2 |
| ------------------- | --------- | --------- |
| Paris Saint-Germain | 3 - 0     | Nantes    |

| Arbitro: | Harrel |

| |            | |
| Kombouaré 46’ (rig.) Ginola 55’ Roche 60’ | Marcatori  | |
| · Lama · Kombouaré · Ricardo · Roche · Colleter · Fournier · 66’ Bravo · Le Guen · 81’ Guérin · Weah · Ginola · A disposizione: · 66’ Valdo · 81’ Calderaro | Formazioni | · Marraud · Le Dizet · Guyot · Vulić 68’ · Karembeu 46’ · Makélélé · Ferri · Pedros · Ziani 63’ · Loko 71’ · Ouédec · A disposizione: · Moreau 63’ · Lima 71’ 83’ |
| Artur Jorge | Allenatori | Suaudeau |